# Bornsche Wahrscheinlichkeitsinterpretation
Die bornsche Wahrscheinlichkeitsinterpretation oder bornsche Regel (vorgeschlagen 1926 von Max Born) ist als Interpretation der quantenmechanischen Wellenfunktion ein wesentlicher Bestandteil der Kopenhagener Interpretation der Quantenmechanik. Sie beschreibt, mit welcher Wahrscheinlichkeit bei der Durchführung einer Messung an einem Quantensystem ein bestimmter Messwert auftritt. In ihrer ursprünglichen Formulierung besagt sie, dass die Wahrscheinlichkeitsdichte, das Teilchen an einem bestimmten Punkt zu finden, proportional zum Betragsquadrat der Wellenfunktion des Teilchens an diesem Punkt ist.

## Borns probabilistische Deutung der Quantenmechanik
In der Quantenmechanik müssen vielfach Wahrscheinlichkeitsaussagen getroffen werden. Mittels der bornschen Regel kann die Wahrscheinlichkeit für unterschiedliche Eigenwerte einer bestimmten Observablen berechnet werden.
Born hat hieran eine probabilistische Deutung des quantenmechanischen Formalismus geknüpft: er erklärte {\displaystyle |\psi (\mathbf {r} ,t)|^{2}} als die räumliche Dichte für die Wahrscheinlichkeit, das Quantenobjekt am Ort {\displaystyle \mathbf {r} } zur Zeit {\displaystyle t} zu detektieren. So kann zwar nicht der genaue Aufenthaltsort des Teilchens, wohl aber seine Wahrscheinlichkeitsdichte {\displaystyle \rho (\mathbf {r} ,t)=|\psi (\mathbf {r} ,t)|^{2}} vorhergesagt werden. Diese lässt sich bei einem Ensemble (Gruppe von gleichpräparierten Zuständen / Teilchen mit gleichen Eigenschaften) als relative Häufigkeitsverteilung deuten.
Früher wurde {\displaystyle |\psi (\mathbf {r} ,t)|^{2}} auch als Massen- oder Ladungsdichte interpretiert.

## Borns Erklärung des Welle-Teilchen-Dualismus
Quantenobjekte, z. B. Photonen und Elektronen, zeigen bei verschiedenen Experimenten sowohl Wellen- als auch Teilcheneigenschaften.
Nach der bornschen Interpretation breitet sich ein Quantenobjekt, das durch die Wellenfunktion {\displaystyle \psi (\mathbf {r} ,t)} beschrieben wird, mit Welleneigenschaften aus. Die Wellenfunktion muss die Schrödingergleichung erfüllen:
{\displaystyle \mathrm {i} \hbar {\frac {\partial }{\partial t}}\psi (\mathbf {r} ,t)\;=\;{\hat {H}}\psi (\mathbf {r} ,t)}
{\displaystyle {\mbox{mit }}\mathbf {r} \in \mathbb {R} ^{3}{\mbox{ und }}{\hat {H}}=-{\frac {\hbar ^{2}}{2m}}\Delta +U(\mathbf {r} ,t).}
Somit werden Welleneigenschaften (bei Ausbreitung) und Teilcheneigenschaften (bei Detektion) von Quantenobjekten mit Hilfe der Wellenfunktion zusammengefasst.